# ABB

Vyznačení poboček.

ABB (Asea Brown Boveri) je švédsko-švýcarská nadnárodní korporace se sídlem v Västeråsu a Curychu, poskytující technologie pro energetiku a automatizaci. V roce 2010 se umístila na 124. místě v žebříčku časopisu Forbes.
ABB je jednou z největších technologických společností a také konglomerát na světě. Zaměstnává více než 124 000 zaměstnanců ve 100 zemích a roce 2010 měla obrat 31,6 miliard dolarů. V Česku společnost působí od roku 1992 a zaměstnává zde téměř 3 000 zaměstnanců.
S akciemi společnosti je obchodováno na švýcarské burze SIX Swiss Exchange, švédské burze Stockholmsbörsen od roku 1999 a od roku 2001 také na americké New York Stock Exchange.

## Historie
ABB vznikla v roce 1988 spojením švédské společnosti Allmänna Svenska Elektriska Aktiebolaget (ASEA) a švýcarské společnosti Brown, Boveri & Cie. (BBC).